# ISO 3166-2:IM
ISO 3166-2:IM是國際標準化組織定義曼島各行政區的代碼，屬於ISO 3166-2的子集。
曼島是英國皇家屬地，但不屬於英國的海外領土。在2007年國際標準化組織將曼島由定義英國的代碼ISO 3166-2:GB中分出，在此之前曼島在ISO 3166-2:GB中的代碼為GB-IOM。
目前ISO 3166-2:IM為空白代碼，其中並未收錄任何代碼。

## 更新
| 日期/版本  | 更新內容   |
| ---------- | ---------- |
| 2007-04-17 | 新增此地區 |